# ناحیه بینگهام (شهرستان هرون، میشیگان)
ناحیه بینگهام (به انگلیسی: Bingham Township) یک منطقهٔ مسکونی در ایالات متحده آمریکا است که در شهرستان هیورن، میشیگان واقع شده‌است.
 ناحیه بینگهام ۹۲٫۹ کیلومتر مربع مساحت و ۱٬۷۵۱ نفر جمعیت دارد و ۲۴۳ متر بالاتر از سطح دریا واقع شده‌است.